# هوژه‌ریو سامورا
هوژه‌ریو سامورا (پرتغالی: Rogério Samora؛ زادهٔ ۲۸ اکتبر ۱۹۵۹ - ۱۵ دسامبر ۲۰۲۱) بازیگر سینما و تلویزیون اهل پرتغال بود.

## گزیدهٔ فیلم‌شناسی
- شب‌های عربی (۲۰۱۵)
- دو (۲۰۰۲)
- جشن (۱۹۹۶)
- آدم‌خواری (۱۹۸۸)
- بدبیاری (۱۹۸۶)